# Clusia fluminensis
Clusia fluminensis är en tvåhjärtbladig växtart som beskrevs av Jules Émile Planchon och Triana. Clusia fluminensis ingår i släktet Clusia och familjen Clusiaceae. Inga underarter finns listade i Catalogue of Life.

## Bildgalleri

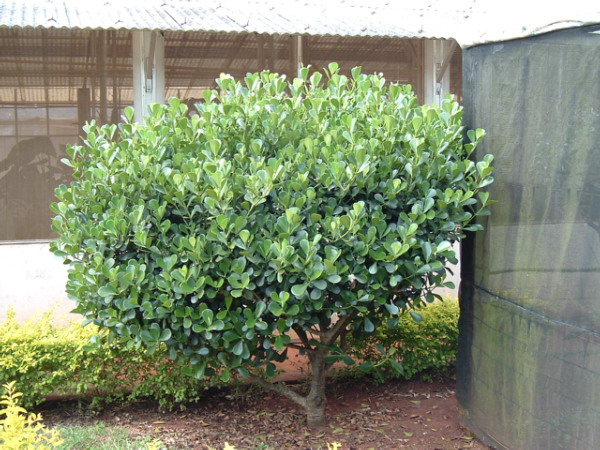
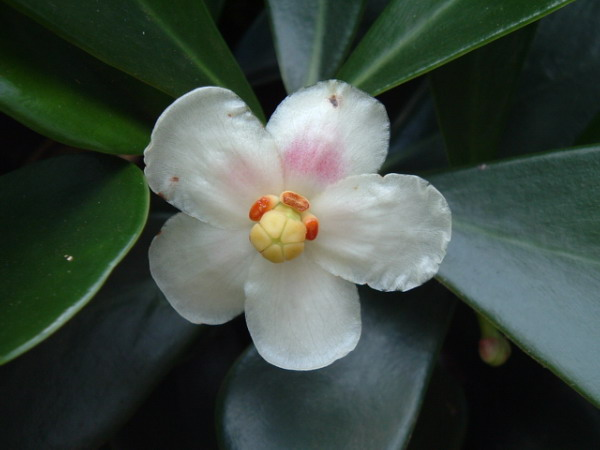